# Gårde Station
Gårde Station er en dansk jernbanestation i landsbyen Gårde i Vestjylland.
I 1875 blev jernbanestrækningen Varde – Ringkøbing indviet. Gårde Station er nu en del af jernbanestrækningen Esbjerg – Struer.